# Burgstall-St. Andrä
Burgstall-St. Andrä je naselje v Občini Šentandraž v Labotski dolini v Okraju Volšperk na Koroškem v Avstriji.